# Vojtěch Šíma
Vojtěch Šíma (* 11. prosince 1947, Heřmanice u Oder) je český římskokatolický kněz, exercitátor a papežský kaplan, v letech 1998 až 2010 rektor Arcibiskupského kněžského semináře v Olomouci a nynější děkan Kolegiátní kapituly u svatého Mořice v Kroměříži.

## Biografie
Pochází z početné věřící rodiny, má čtyři starší a dva mladší sourozence. Už jako dítě chtěl být knězem. Kromě práce v JZD však měl možnost pouze nastoupit do učňovské školy zemědělské v Novém Jičíně, odkud se mu po jednom roce podařilo přestoupit na střední zemědělskou školu. Po maturitě pracoval na státním statku v Odrách a v letech 1967 až 1969 absolvoval v Českých Budějovicích základní vojenskou službu. Díky doznívajícímu uvolnění poměrů po pražském jaru 1968 vstoupil v roce 1970 do kněžského semináře v Litoměřicích a 28. června 1975 přijal v Olomouci kněžské svěcení. Následně působil jako farní vikář v Uherském Hradišti, v letech 1976 až 1978 ve Starém Městě a poté v prostějovské farnosti u kostela Povýšení sv. Kříže.
Roku 1982 se stal farářem v Otrokovicích a v letech 1990 až 1993 a 1995 až 1998 byl také děkanem zlínského děkanátu. Během svého otrokovického působení se zasloužil o výstavbu otrokovického kostela sv. Vojtěcha, postaveného v letech 1993 až 1995, a vznik a rozvoj Charity sv. Anežky Otrokovice. Od 1. července 1998 do 30. června 2010 působil jako rektor Arcibiskupského kněžského semináře v Olomouci, od roku 2000 dosud je také biskupským delegátem pro stálou formaci kněží olomoucké arcidiecéze. V letech 1998 až 2010 rovněž kanovníkem Metropolitní kapituly u svatého Václava v Olomouci. V červnu 2004 jej papež Jan Pavel II. jmenoval kaplanem Jeho Svatosti a roku 2010 získal Vojtěch Šíma za své zásluhy titul Osobnost města Otrokovice. V červenci 2010 se stal děkanem kroměřížské kolegiátní kapituly a výpomocným duchovním ve farnosti Panny Marie v Kroměříži, ve které také bydlí. Současně i nadále působí jako rektor poutního a exercičního domu Stojanov na Velehradě. Od 1.7.2013 působí jako rektor poutního a exercičního domu Stojanov na Velehradě, kde i bydlí.